# Monte Scorluzzo
Der Monte Scorluzzo ist ein oberhalb des Stilfser Joches gelegener Berg. Er ist 3094 m hoch und gehört zur italienischen Region Lombardei. Er ist im Nationalpark Stilfserjoch unter Schutz gestellt und befindet sich am westlichen Ende des Kristallkamms.

## Geschichte

Österreichisches Drahthindernis am Scorluzzo mit Artilleriestellung im Fels, 1914–1918

Während des  Ersten Weltkrieges war dieser Berg ein strategisch wichtiger Ort an der Grenze zwischen Österreich-Ungarn und Italien mit gutem Blick auf das Stilfser Joch. Zu Beginn des Krieges besetzten die Italiener den Berg. Am 4. Juni 1915 wurde der Berg von 29 österreichischen Soldaten unter der Leitung von Rittmeister Andreas Steiner überrannt und war ab diesem Zeitpunkt bis zum Ende des Krieges in österreichischer Hand.
Auch heute noch kann man die Überreste der italienischen bzw. österreichischen Stellungen sehen.

## Schwierigkeit
Der Monte Scorluzzo ist über den Normalweg einer der leichteren Dreitausender und kann auch bei schlechteren Bedingungen problemlos bestiegen werden. Ein Grund dafür ist, dass die Stilfser-Joch-Straße bis auf eine Meereshöhe von 2758 m führt und Skianlagen und -hotels am Fuße des Berges über breite Saumpfade erreichbar sind und insgesamt nur 338 Höhenmeter überwunden werden müssen (v. a. im letzten Drittel). Auf- und Abstieg sind laut Literatur bei normalen Verhältnissen in etwa 2–2½ Stunden zu bewältigen. Alternative Aufstiegsmöglichkeiten bieten Militärpfade von den Straßenwärterhäusern (Cantoniere) im Braulio-Tal aus (heute Teil des Sentiero della Pace) am SW-Grat (Filone del Môt) oder über den unmarkierten, mühsamen NW-Grat (Le Rese di Scorluzzo).